# HC Bloemendaal
HC Bloemendaal is een hockeyclub uit Bloemendaal in Noord-Holland. De club is bij de heren een grootmacht in het clubhockey met een recordaantal kampioenschappen.

## Geschiedenis
De geschiedenis van HC Bloemendaal begint in 1891. Het was sportpioneer Pim Mulier die het bandy (en ook hockey) vanuit Engeland naar Nederland bracht om in de winter ook bezig te kunnen zijn met zijn vrienden. Hij organiseerde de eerste wedstrijden in Haarlem op het terrein van HFC. Doordat het niet altijd vroor in Nederland werd er ook op het droge geoefend en dat leidde tot oprichting van Hockey & Bandy clubs in Amsterdam, Den Haag en ook Haarlem. Op 26 april 1895 werd de Haarlemsche Hockey & Bandy Club (thans Hockey en Bandy Club "Haarlem & Omstreken") opgericht. Deze vereniging behaalde de allereerste landskampioenschappen in 1900, 1903, 1905. Jhr. Charles van de Poll was in de beginjaren voorzitter en hij nam het initiatief tot de oprichting van de Nederlandse Hockey Bond, thans KNHB.
Op 15 september 1907 werd de Bloemendaalsche Hockey Club Bloemendaal opgericht door twee groepen scholieren uit Bloemendaal en Haarlem. Zij werden landskampioen in 1919, 1920, 1921, 1922 en in 1923.
Op 21 december 1907 werd door een groep ouderen de Haarlemsche Hockey Vereeniging De Musschen  opgericht. De Musschen waren direct succesvol en behaalden het landskampioenschap in 1910, 1911 en in 1912.
De Musschen en Haarlem fuseerden op 1 september 1915 tot M.H.C. (Musschen-Haarlem Combinatie). Het tophockey zakte enigszins weg en in 1935 moest er zelfs een degradatieduel gespeeld worden tussen Bloemendaal en MHC. Dit won Bloemendaal, maar een fusie bleek onafwendbaar. Een jaar later op 17 juni 1936 fuseerden M.H.C. en "Bloemendaal" tot BMHC (Bloemendaal-Musschen-Haarlem-Combinatie). BMHC behaalde in 1938 het landskampioenschap en dit zou de laatste zijn bij de mannen voor een lange periode bij Bloemendaal.
In 1914 ontstond wat later de vrouwenafdeling zou worden, de Haarlemsche Dames Hockey Club "HDHC" en deze werd in 1919 omgedoopt in BDHC (Bloemendaalsche Dames Hockey Club). In 1936 was er even sprake dat BDHC zou gaan fuseren met streekgenoot Rood-Wit. BDHC bleek een succesvolle vrouwenhockeyclub en werd 10 keer landskampioen.
Uiteindelijk vonden "BDHC" en "BMHC" elkaar en op 18 juni 1973 gingen beiden verder onder de algemenere naam HC Bloemendaal.
|  |  |  |  |             |             | Haarlem     | Haarlem     | Haarlem     | Haarlem     | Haarlem     | Haarlem |     |     | Musschen | Musschen | Musschen | Musschen | Musschen | Musschen |      |      |      |      |      |      |  |  |
|  |  |  |  |             |             | Haarlem     | Haarlem     | Haarlem     | Haarlem     | Haarlem     | Haarlem |     |     | Musschen | Musschen | Musschen | Musschen | Musschen | Musschen |      |      |      |      |      |      |  |  |
|  |  |  |  |             |             |             |             |             |             |             |         |     |     |          |          |          |          |          |          |      |      |      |      |      |      |  |  |
|  |  |  |  | Bloemendaal | Bloemendaal | Bloemendaal | Bloemendaal | Bloemendaal | Bloemendaal |             |         | MHC | MHC | MHC      | MHC      | MHC      | MHC      |          |          | HDHC | HDHC | HDHC | HDHC | HDHC | HDHC |  |  |
|  |  |  |  | Bloemendaal | Bloemendaal | Bloemendaal | Bloemendaal | Bloemendaal | Bloemendaal |             |         | MHC | MHC | MHC      | MHC      | MHC      | MHC      |          |          | HDHC | HDHC | HDHC | HDHC | HDHC | HDHC |  |  |
|  |  |  |  |             |             |             |             |             |             |             |         |     |     |          |          |          |          |          |          |      |      |      |      |      |      |  |  |
|  |  |  |  |             |             | BMHC        | BMHC        | BMHC        | BMHC        | BMHC        | BMHC    |     |     |          |          | BDHC     | BDHC     | BDHC     | BDHC     | BDHC | BDHC |      |      |      |      |  |  |
|  |  |  |  |             |             | BMHC        | BMHC        | BMHC        | BMHC        | BMHC        | BMHC    |     |     |          |          | BDHC     | BDHC     | BDHC     | BDHC     | BDHC | BDHC |      |      |      |      |  |  |
|  |  |  |  |             |             |             |             |             |             |             |         |     |     |          |          |          |          |          |          |      |      |      |      |      |      |  |  |
|  |  |  |  |             |             |             |             |             |             | Bloemendaal |         |     |     |          |          |          |          |          |          |      |      |      |      |      |      |  |  |

## Supportersvereniging
Als eerste hockeyclub van Europa heeft Bloemendaal een eigen supportersvereniging: De Bloemigans. Deze werd opgericht in 2003. In 2010 werd een eigen clublied geschreven en opgenomen.

## Gouden periode
Vanaf 1986 brak het eerste deel van de gouden tijd aan. Tussen 1986 en 1993 werden de mannen van Bloemendaal zesmaal landskampioen. Het team met onder meer clublegende Floris Jan Bovelander in de gelederen won daarnaast in 1987 de Europacup I.
In de tweede helft van de jaren 90 brak een andere clublegende door: Teun de Nooijer. Met hem won Bloemendaal vervolgens tussen 1999 en 2010 achtmaal het landskampioenschap en won het in 2001 wederom de Europacup I. In 2009 won de club ook de Euro Hockey League door in Rotterdam in de finale Uhlenhorster HC te verslaan. De gewonnen finale van de EHL op eigen veld in 2013 was de laatste wedstrijd van De Nooijer in het shirt van Bloemendaal.

## 1976-heden
Heren 1 promoveerde in 1976 naar het hoogste niveau en doet sinds medio jaren 80 vrijwel elk jaar mee in de strijd om de landstitel in de Nederlandse Hoofdklasse. De mannenafdeling geldt daarom ook als een grootmacht in het (inter)nationale clubhockey. Het team onder leiding van trainer-coach Max Caldas won in 2009 de Europese titel. Het jaar daarvoor werd Bloemendaal in de kwartfinale van de EHL uitgeschakeld door het Duitse Uhlenhorster HC. Onder leiding van coach Russell Garcia werd in 2013 de Europese titel opnieuw veroverd door op het eigen veld het Belgische KHC Dragons te kloppen. Op 5 april 2021 wist HC Bloemendaal in eigen land voor de vierde keer de Euro Hockey League te winnen door de finale te winnen van Atlètic Terrassa.
Dames 1 trad bij de oprichting van de Hoofdklasse voor dames in 1981 toe tot de elite van het vrouwenhockey. Daarin hielden de Bloemendaalse dames het slechts twee seizoenen vol. Daarna volgden afwisselend perioden waarin een aantal jaar in de Overgangsklasse werd gespeeld en via een kampioenschap weer in de Hoofdklasse, om vervolgens na enige tijd weer te degraderen. Vanaf 2004 spelen de vrouwen onafgebroken in de Overgangsklasse. De laatste jaren met uitzondering van 2012 komen de vrouwen met play offplaatsen steeds dichter bij promotie naar de Hoofdklasse.
HC Bloemendaal speelt op Sportpark 't Kopje. Bloemendaal kampte jarenlang met een gebrek aan ruimte, maar in 2004 kwam hier verandering in door de aanleg van drie nieuwe kunstgrasvelden. De club telt drie watervelden en een zandingestrooid kunstgrasveld. Het sportparkterrein is gevestigd aan de Zomerzorgerlaan, aan de voet van 't Kopje.

## (Oud-)internationals van HC Bloemendaal
- Ronald Jan Heijn
- Remco van Wijk
- Hendrik Jan Kooijman
- Cees Jan Diepeveen
- Ad Boelaars
- Theodoor Doyer
- Gert Jan Schlatmann
- Floris Jan Bovelander
- Erik-Jan de Rooij
- Tom van Amerongen
- Teun de Nooijer
- Macha van der Vaart
- Erik Jazet
- Diederik van Weel
- Jaap-Derk Buma
- Maarten Froger
- Jan Jorn van 't Land
- Menno Booij
- Karel Klaver
- Nick Meijer
- Marc Benninga
- Martijn van Westerop
- Marinus Moolenburgh
- Dave Smolenaars
- Eby Kessing
- Thomas Boerma
- Wouter Jolie
- Jaap Stockmann
- Ronald Brouwer
- Rogier Hofman
- Tim Jenniskens
- Glenn Schuurman
- Thierry Brinkman
- Jorrit Croon
- Jasper Brinkman
- Teun Beins
- Tim Swaen
- Floris Wortelboer
- Tim Swaen
- Maurits Visser

## Erelijst

### Mannen
- Hoofdklasse:
  - 1919, 1920, 1921, 1922, 1923, 1986, 1987, 1988, 1989, 1991, 1993, 1999, 2000, 2002, 2006, 2007, 2008, 2009, 2010, 2019, 2021, 2022
  - Als BMHC: 1938
  - Als De Musschen: 1910, 1911, 1912
- Euro Hockey League:
  - 2009, 2013, 2018, 2021, 2022, 2023
- EuroHockey Club Champions Cup:
  - 1987, 2001
- EuroHockey Cup Winners Cup:
  - 2006
- Nederlands landskampioenschap zaalhockey
  - 1987

| 2 B |

| 4 A |

| 1 B |

| 10 |

| 5 |

| 5 |

| 6 |

| 3 A |

| 3 |

| 5 |

| 5 |

| 2 |

| 1 |

| 1 |

| 1 |

| 1 |

| 5 |

| 1 |

| 2 |

| 1 |

| 2 |

| 3 |

| 1 |

| 4 |

| 4 |

| 1 |

| 1 |

| 6 |

| 1 |

| 3 |

| 4 |

| 1 |

| 1 |

| 1 |

| 1 |

| 1 |

| 1 |

| 2 |

| 4 |

| 2 |

| 2 |

| 4 |

| 5 |

| 3 |

| 4 |

| 1 |

| 1 |

| 1 |

| 1 |

| 2 |

| Eerste klasse |

| Hoofdklasse |

| Eerste klasse |

| Hoofdklasse |

| 2 B |

| 4 A |

| 1 B |

| 10 |

| 5 |

| 5 |

| 6 |

| 3 A |

| 3 |

| 5 |

| 5 |

| 2 |

| 1 |

| 1 |

| 1 |

| 1 |

| 5 |

| 1 |

| 2 |

| 1 |

| 2 |

| 3 |

| 1 |

| 4 |

| 4 |

| 1 |

| 1 |

| 6 |

| 1 |

| 3 |

| 4 |

| 1 |

| 1 |

| 1 |

| 1 |

| 1 |

| 1 |

| 2 |

| 4 |

| 2 |

| 2 |

| 4 |

| 5 |

| 3 |

| 4 |

| 1 |

| 1 |

| 1 |

| 1 |

| 2 |

| Eerste klasse |

| Hoofdklasse |

| Eerste klasse |

| Hoofdklasse |

### Vrouwen
- Hoofdklasse:
  - Als BDHC: 1936, 1950, 1951, 1952, 1955, 1958, 1959, 1961, 1962, 1964, 1965, 1967

| 5 |

| 3 |

| 3 |

| 3 |

| 3 |

| 2 |

| 2 |

| 5 |

| 9 |

| 12 |

| 6 A |

| 9 A |

| 9 B |

| 3 A |

| 1 B |

| 8 |

| 6 |

| 7 |

| 11 |

| 1 B |

| 7 |

| 9 |

| 10 |

| 9 |

| 12 |

| 3 A |

| 4 B |

| 2 B |

| 1 B |

| 8 |

| 12 |

| 7 B |

| 8 A |

| 5 A |

| 2 B |

| 3 A |

| 4 A |

| 2 B |

| 6 E |

| 2 P |

| 1 B |

| 11 |

| 11 |

| 10 |

| 9 |

| 11 |

| Eerste klasse West |

| Overgangsklasse |

| Hoofdklasse |

| Eerste klasse West |

| Overgangsklasse |

| Hoofdklasse |

| 5 |

| 3 |

| 3 |

| 3 |

| 3 |

| 2 |

| 2 |

| 5 |

| 9 |

| 12 |

| 6 A |

| 9 A |

| 9 B |

| 3 A |

| 1 B |

| 8 |

| 6 |

| 7 |

| 11 |

| 1 B |

| 7 |

| 9 |

| 10 |

| 9 |

| 12 |

| 3 A |

| 4 B |

| 2 B |

| 1 B |

| 8 |

| 12 |

| 7 B |

| 8 A |

| 5 A |

| 2 B |

| 3 A |

| 4 A |

| 2 B |

| 6 E |

| 2 P |

| 1 B |

| 11 |

| 11 |

| 10 |

| 9 |

| 11 |

| Eerste klasse West |

| Overgangsklasse |

| Hoofdklasse |

| Eerste klasse West |

| Overgangsklasse |

| Hoofdklasse |

## Jeugdteams 2013/14
- JA1: Landelijk
- JB1: Super B
- JC1: IDC
- JD1: Topklasse
- MA1: Landelijk
- MB1: Super B
- MC1: IDC
- MD1: Topklasse

## De 14 regels van Teun
Teun de Nooijer is een van de beste hockeyers aller tijden. HC Bloemendaal maakte een variant op de 14 regels van Johan Cruijff naar het clubicoon:
1. Sporten doe je samen.
2. Heb respect voor anderen.
3. Wees zuinig op wat je krijgt en waar je gebruik van maakt.
4. Doe iets voor de club, voor anderen.
5. Ontwikkel jezelf: als speler, coach, scheidsrechter of vrijwilliger.
6. Oefen techniek: dat is de basis van het spel.
7. Sporten is plezier.
8. Sportiviteit boven alles.
9. Toon initiatief.
10. Wees creatief, zoek oplossingen.
11. Tactiek: weten wat je doet.
12. Wees gastvrij voor bezoekers.
13. Fluiten hoort erbij.
14. Toon discipline.